# Československá obec legionářská Jednota Valašské Klobouky
Československá obec legionářská Jednota Valašské Klobouky je místní organizace Československé obce legionářské ve Zlínském kraji. Československá obec legionářská z.s., ve zkratce ČsOL je historickým pokračovatelem ČsOL založené v roce 1921.

## Historie jednoty

### 20. léta
Legionáři na Valašskokloboucku se začali sdružovat již v roce 1920 ve Svazu čs. legionářů. Na květnovém sjezdu v 1921 byla v Praze založena Československá obec legionářská (ČsOL), která sjednocovala předchozí legionářské spolky. Ve stejném roce vznikla jednota ČsOL i ve Valašských Kloboukách a nahradila tak dosavadní Svaz čs. legionářů. Díky dochovanému seznamu členů víme, že v roce 1920 se organizovalo 26 legionářů z Valašských Klobouk a sousedních obcí. Šlo především o francouzské a italské legionáře, kteří se vrátili do vlasti dříve než legionáři z Ruska. Do jednoty vstupovali legionáři z celého okolí. Rádius jednoty se de facto rozkládal na bývalém soudním okrese Valašské Klobouky (Valašskokloboucko, Brumovsko, Hornolidečsko a Slavičínsko). Prvním předsedou se stal Emil Křepelka. V průběhu 20. let vznikly v soudním okrese ještě další dvě jednoty ČsOL, v Brumově a ve Slavičíně. Legionáři se zapojili do kulturně společenského dění ve městě a účastnili se nejrůznějších slavností v celém okolí. Nejvýznamnější událostí v regionu se stala návštěva prezidenta Masaryka v roce 1924. 

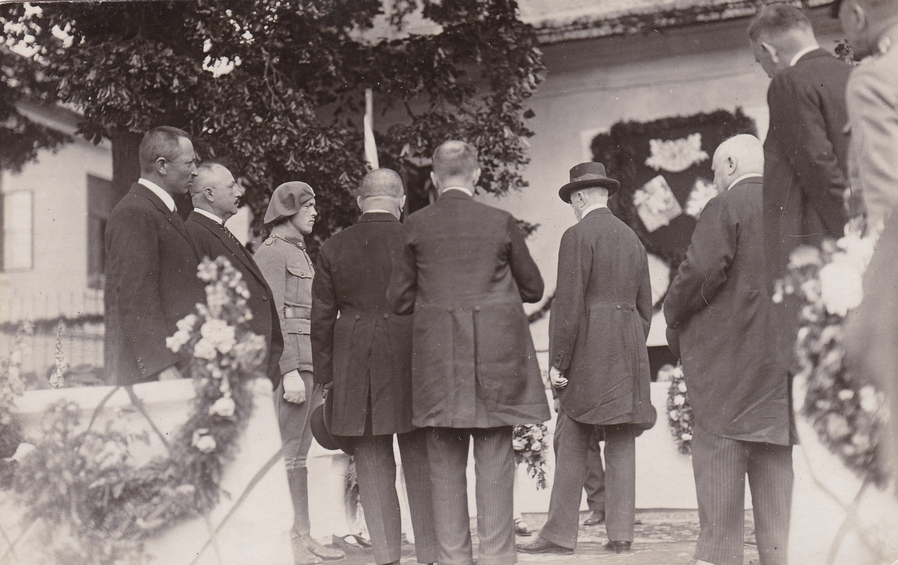
Prezident Masaryk ve Valašských Kloboukách v červnu 1924 byl na tribuně uvítán vedle zástupců města i Františkem Fojtíkem, francouzským legionářem.

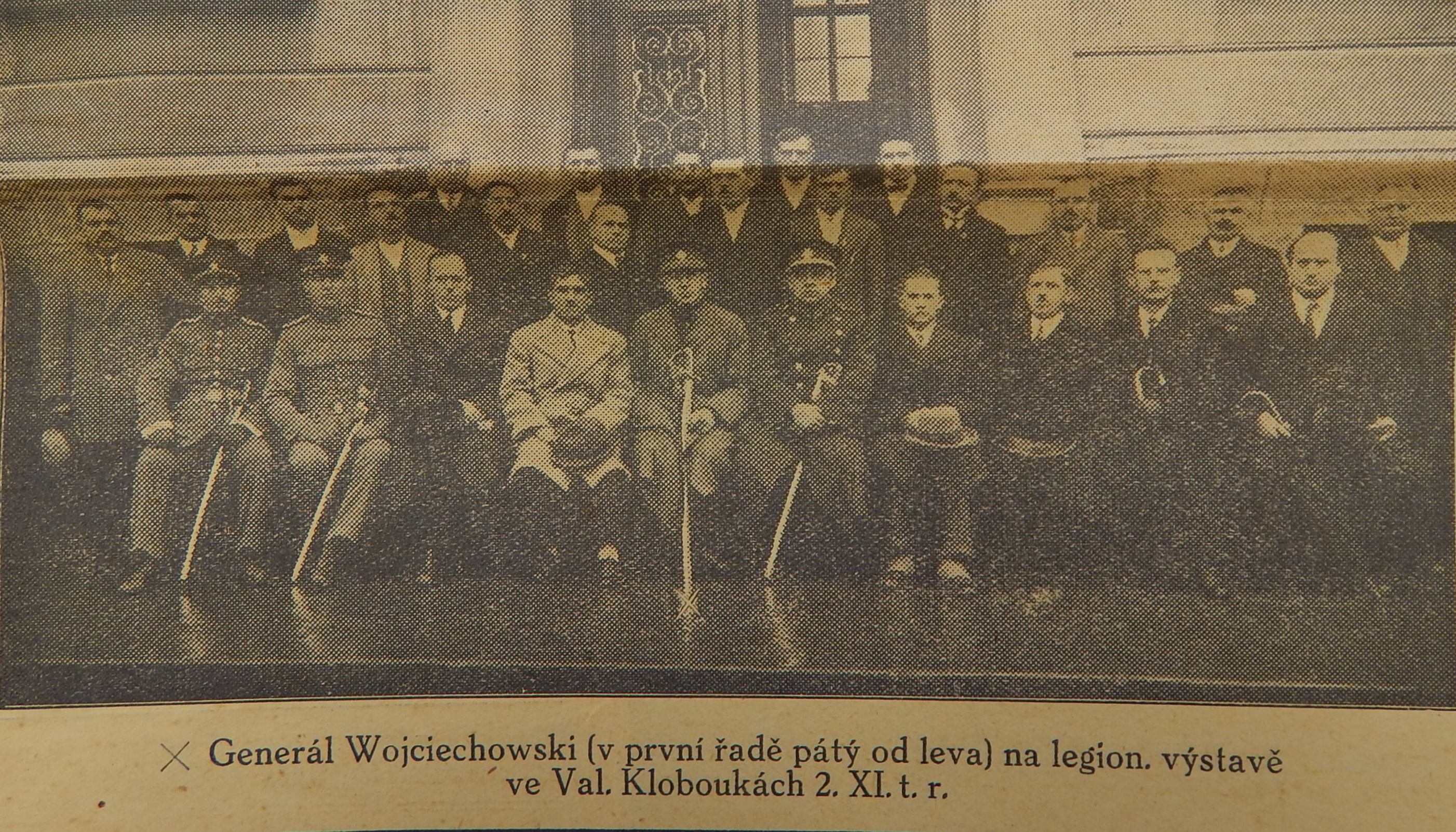
Generál Sergej Vojcechovský s doprovodem před školní budovou ve Valašských Kloboukách společně s místními legionáři (1929).

Prezident při své cestě po Moravě navštívil valašská města, mimo jiné i Valašské Klobouky, kde byl velmi srdečně přivítán. Mezi těmi, kdo se starali o pořádkovou službu byli vedle Sokolů také legionáři. Za místní jednotu pozdravil pana prezidenta předseda František Fojtík. Život jednoty byl nanedlouho přerušen někdy v letech 1926–1927 vlivem úbytku členů. Spolková činnost však pokračovala, neboť legionáři se sdružovali v Sokole, Orlu, v hasičských spolcích, kulturních, sportovních i hospodářských. Nezapomínali si však připomínat důležitá výročí, oběti války i slavit státní svátky či významné dny. Koncem 20. let se projevila touha obnovit místní jednotu. V této době vznikaly také jednoty v Brumově a Slavičíně. První přípravy ku znovuzaložení jednoty započaly koncem roku 1928, kdy se legionáři z města a okolních obcí setkali v hostinci U Fojtíků na poradní schůzi. Následujícího roku byly učiněny kroky k obnově jednoty. Stručná zpráva z dobového periodika uvádí návrat členů do regionu. „V roce 1929 byla znovu uvedena v život naše jednota, po dvouletém odpočinku, následkem zvýšení počtu členů, kteří vrátili se z různých částí republiky, kde dleli za výdělkem a existencí.“ Samotné obnově jednoty předcházely byrokratické potíže, takže k ustavující schůzi došlo až 2. září 1929. Do té doby vedli legionáři běžnou agendu, scházeli se a účastnili se nejrůznějších slavností a piet. Smutnou událostí se stala tragická smrt Josefa Brhla, ruského legionáře, který po sobě zanechal mladou ženu a dítě. Ještě neobnovená jednota projevila ono pověstné bratrství a vypravila bratru Brhlovi velmi důstojný pohřeb, a také zaopatřila jeho rodinu. Tato událost jakoby předestřela budoucí hlavní činnost jednoty. Ustavující schůze se konala v hostinci u Fojtíků v celkovém počtu 23 členů. Předsedou se stal Rudolf Šulc, ruský legionář a soukeník, místopředsedou František Fojtík, francouzský legionář a majitel hostince, pokladníkem Josef Barták, ruský legionář a soudní zřízenec a jednatelem Jan Fojtů, ruský legionář a četník. Do života vstoupila jednota velkolepou akcí, uspořádala v budově místní měšťanské školy výstavu odboje. Legionáři nashromáždili velké množství literatury, fotografií, předmětů, mapy a nejrůznějších válečných relikvií. „Každý kdo vkročí do místnosti překvapen a v obdivu zastaví se, aby přijal silný dojem ze všech stran tak působící. Místním bratrům legionářům podařilo se soustřediti velmi bohatý a cenný materiál, který náš kraj poprvé zří. Je tolik látky k prohlédnutí zde soustředěno, že nestačí na to den, by ten, kdo opravdu chce podrobněji seznámiti se s činností, boji a životem našich bratří ve světové válce na všech frontách, utvořil si potřebný přehled. Množství dokumentů a listin dob prvního soustřeďování našich vojáků zahraničních, rozkazů, snímků, pohlednic, památek i zbraní, výstroje a výzbroje zahraničního z dob bojů i návratu, vše přehledně umístěno a to tak, že v celku tvoří vše ladný, velký, nezapomenutelný obraz.“ Výstava měla značnou návštěvnost z řad obyvatelstva i školních dětí z celého soudního okresu Valašské Klobouky. Patronát nad výstavou odboje převzal generál Sergej Vojcechovský, vojenský zemský velitel, který přijel s pobočníkem a svým synem legionáře podpořit 2. listopadu 1929. Generál byl před školní budovou přivítán zástupci města, spolků a korporací a při jeho příjezdu hrála státní hymna. Před prohlídkou výstavy čekal hosty slavnostní oběd, kde generál debatoval s legionáři a vyslechl jejich obtíže. Mnohé legionáře trápila nezaměstnanost a chudoba, která se vlivem nadcházející hospodářské krize prohlubovala.

### 30. léta

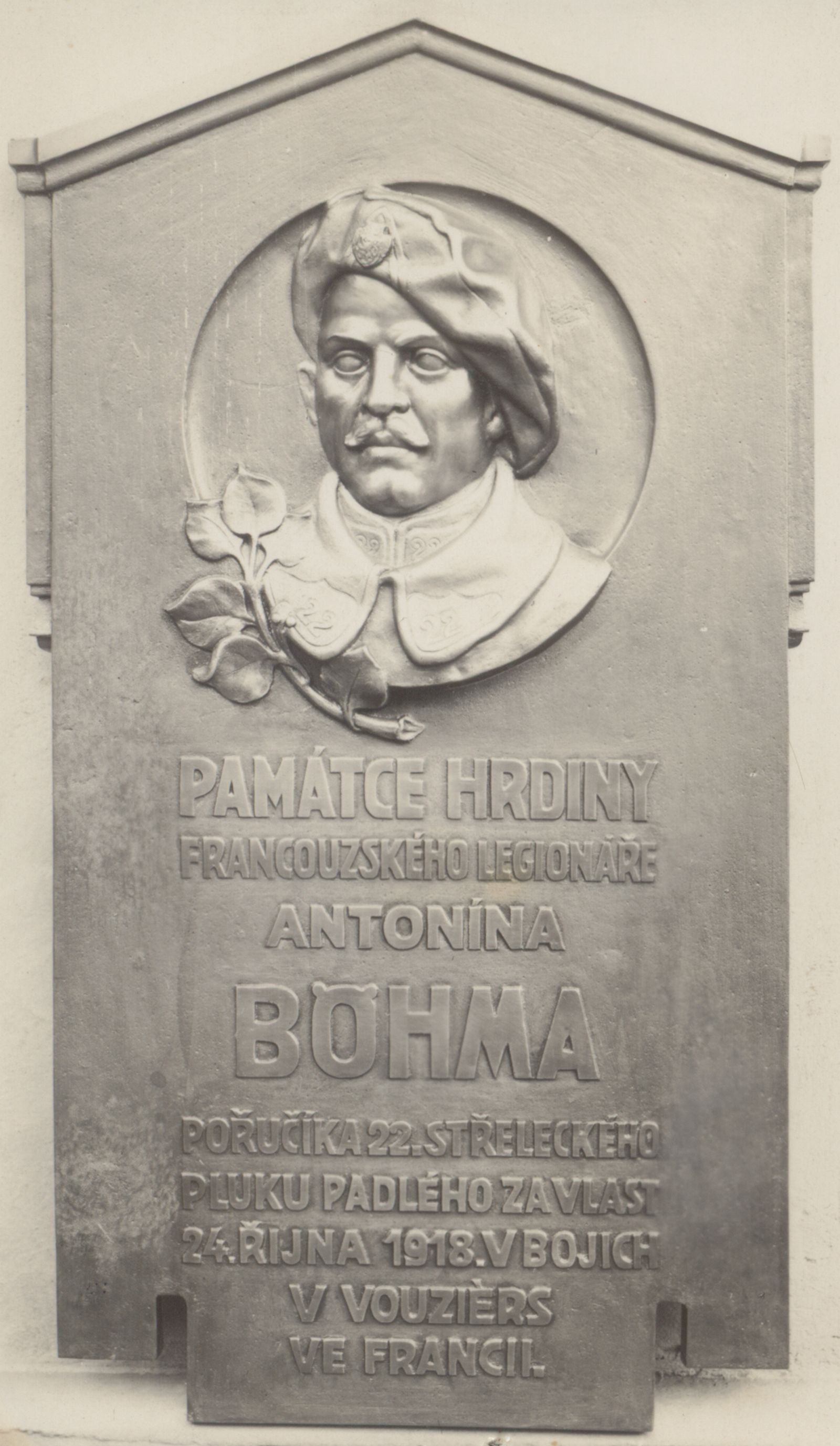
Pamětní deska Antonínu Böhmovi odhalená v roce 1932 na škole ve Val. Kloboukách.

Po celá 30. léta se členská základna pohybovala okolo 60 legionářů z Valašskokloboucka. Členy se stávali i ti legionáři, kteří přišli do regionu za prací, zejména ve státní službě (četnictvo, ČSD, učitelé, úřady atd.). Z počátku 30. let narůstala i aktivita místní jednoty. V této době se uvažovalo i o praporu jednoty k jehož zhotovení nakonec nikdy nedošlo. Vedle klasických oslav státních svátků a významných dní měla v činnosti význam především pieta. Na budově místní měšťanské školy byla odhalena 17. července 1932 pamětní deska poručíku Antonínu Böhmovi, francouzskému legionáři, který padl u Vouziers 24. října 1918. Jednota pořádala sbírku na důstojnou pamětní desku, která měla spočinout na školní budově, kde Böhm před odchodem na frontu učil. I přes nepřízeň počasí proběhla akce velmi důstojně a povzbudila jednotu k další činnosti. V roce 1933 vznikl ve Valašských Kloboukách Památník československé vzájemnosti nákladem odbočky Svazu československého důstojnictva. Toto pietní místo se stalo na další léta centrem národních oslav a svátků. V letech 1932 a 1933 měla místní jednota čest přivítat ve Valašských Kloboukách prázdninovou osadu. Jednalo se o prázdninový pobyt legionářské mládeže, která strávila týdny v přírodě. Drobotina se sjela především z velkých a průmyslových měst z celé republiky a prožívala na čerstvém vzduchu zdravý pobyt. V prázdninové osadě panoval táborový řád, děti cvičili, chodili na procházky do přírody, na památky, hráli hry a sportovali. Prostředky na budování prázdninových osad vyčleňoval podpůrný fond ČsOL ve spolupráci s Kanceláří legií (Kleg). Zázemí pro prázdninový pobyt našla omladina ve školní budově, která byla přes prázdniny prázdná. Tento pobyt se stal významným i v oblasti sociální, neboť děti museli jíst a místní obyvatelstvo si mohlo přivydělat. Ředitelem prázdninové osady se stal učitel Bohumil Jarý, poručík Kornilova úderného praporu.
Malou sondu do prázdninové osady zaznamenala dopisovatelka Sláva Houžvicová:
„Před námi leží Valašské Klobouky. Malé městečko. Již z vlaku je pěkně viděti na vršku školu s blízkou kostelní věží. Kolem překrásné lesy s vděčnými výlety. O cestě nás náhodou informují děvčátka z kolonie. Pan ředitel Bohumil Jarý nás laskavě vítá a za chvíli na školním dvoře se kolem nás seskupili hoši i děvčátka. To bylo vypravování. Při obědě jsme oči mohli nechati na capartech odnášejících si hluboký talíř plný oběda. Nechtěli jsme ani věřiti, neboť dospělý by to sotva snědl. S chutí to snědli a mnozí si běželi ještě jednou. Po obědě je odpočinek. Děvčátka se pilně cvičí na besídku. Škola je velmi pěkná a místnosti vzdušné. Po stěnách chodeb jsou historické obrazy a pestré malby ze života dětí. V přízemí u schodů visí velké zrcadlo s tímto nápisem: "Podívej se! Přicházíte do školy čisté, umyti, učesáni a oblečeni? Dbejte všude čistoty!" Svačina se podává na dvoře a děti chodí si pro svačinu kolikrát chtějí. Zdravím jen kypí a vesele štěbetání nemá konce. Seřazené v čety se čtyřmi vůdkyněmi a vůdcem jdou do lesa. Veselý pochodový zpěv zní městečkem!!! Staří i mladí vybíhají s úsměvy sledují tu malou drobotinu, která se tak raduje ze života. Neradi vzpomínají, že se prázdniny chýlí ke konci a že se budou rozcházeti. Vždyť bylo mezi nimi uzavřeno nejedno kamarádství, které snad potrvá celý život. Až budou dospělí, jak rády budou vzpomínati na krásné chvíle v legionářské kolonii prožité. Jsou to buňky zdravého příštího života.“

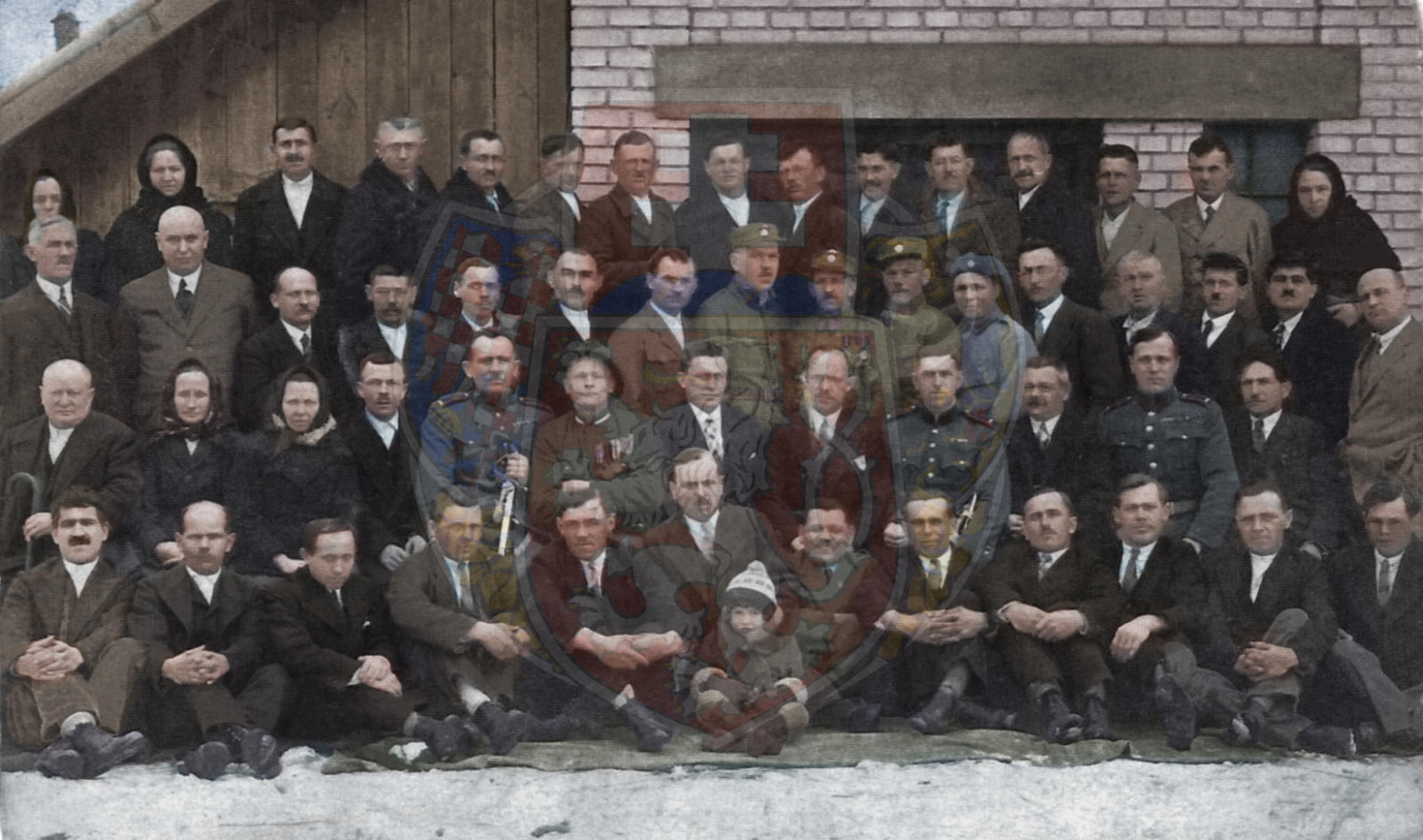
Společná fotografie Jednoty ČsOL Valašské Klobouky, březen 1932.

Vlivem rostoucí hospodářské krize čím dál více bratrů upadalo do finančních a sociálních problémů, což ochromilo činnost jednoty. I přes mnohé legislativní výhody a opatření měli legionáři velký problém se získáním zaměstnání. „Vystavěna a před rokem do provozu dána byla dráha prezidenta Masaryka ze Vsetína do Bylnice. Ježto tato dráha byla stavěna s velkými obtížemi pro těžký pohyblivý terén, bylo i po jejím dokončení zapotřebí velkého počtu dělníků pro její udržování. Těšili jsme se, že se nám podaří více bratrů umístiti aspoň tímto způsobem jako dělníky traťových povrchových prací. Několik jich traťmistr přijal, ovšem ve velkém nepoměru: na 15 legionářů 1 legionáře. Ostatní marně se domáhají aspoň takové místo si zajistiti. Pan traťmistr odmítá, že nepotřebuje, avšak podle určitých znaků rozhoduje i zde klika politická a to 21 zmírající strany, která nevolila ve své zaslepenosti ani p. prezidenta.“ O to více se legionáři semkli a drželi při sobě. Pomáhali si finančně i naturálně a především využívali sociálních podpor, které poskytoval Sociální ústav legionářský (SÚL). Vedle sociálních podpor poskytoval SÚL také půjčky. Tyto podpory využívaly desítky členů. Od roku 1933 narůstalo napětí napětí ze strany Německa což posílilo i vlasteneckého ducha a význam legionářů. Nadále se pořádaly akce ve spolupráci se Svazem československého důstojnictva a armádou, jako např. Den brannosti. Velmi vydařenou slavností se stala oslava 20. výročí bitvy u Zborova, která se dostala v živém přenosu až do rozhlasových přijímačů. Legionáři z Valašskokloboucka reprezentovali místní jednotu v počtu 16 bratrů na III. Manifestačním sjezdu v roce 1935. O rok později se zástupcům místní jednoty dostalo cti přivítat prezidenta Dr. Edvarda Beneše v Luhačovicích. V následujícím roce celou zemí otřásla zpráva o smrti prezidenta osvoboditele T.G. Masaryka. Tři bratři byli vysláni na pohřeb pana prezidenta a u Památníku čs. vzájemnosti se držela čestná stráž. S prezidentem Masarykem jakoby odešla i jeho republika. O rok později vlivem mnichovských událostí přišla Československá republika o třetinu svého území, obyvatelstva atd. Po německé okupaci a zřízení Protektorátu Čechy a Morava byla Československá obec legionářská rozpuštěna a majetek zabaven.

### Období okupace

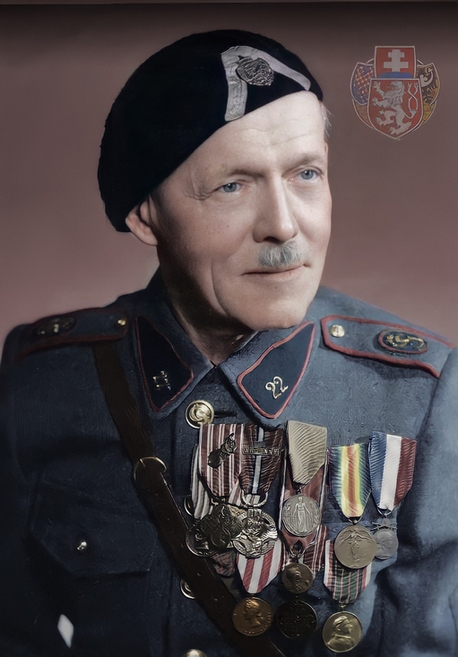
František Fojtík, francouzský legionář, dlouholetý předseda Jednoty ČsOL Valašské Klobouky, spolkový činovník a spolumajitel hostince vězněný za okupace pro odbojovou činnost.

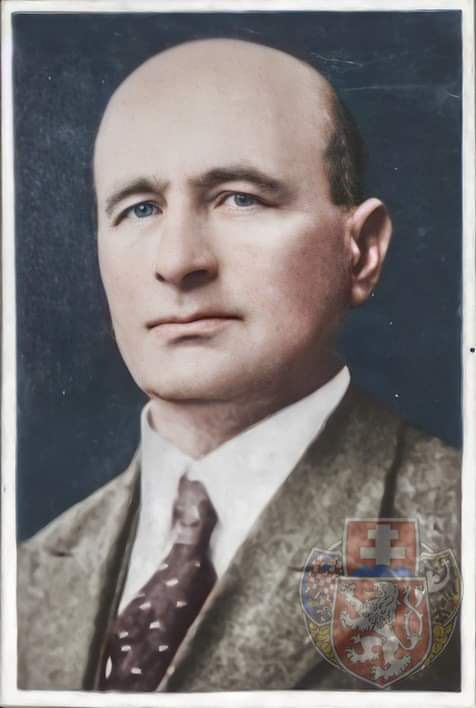
Ferdinand Rychlovský, ruský legionář (1888-1941) popravený v Mauthausenu za odbojovou činnost.

Léta nacistické okupace znamenala pro mnohé legionáře celou řadu represí a restrikcí. V první řadě byli vnímáni jako bojovníci za svobodu a demokracii, což bylo pro okupační správu nepohodlné. Řada legionářů sloužila v armádě, četnictvu, finanční stráži, železnici a na dalších strategických profesích. Panovala obava, že účastníci prvního odboje mohou otevřít vlnu odporu proti okupantům. Někteří legionáři přešli do aktivního odboje, jiní volili formu pasivní rezistence. Společně se Sokoly, Orly, čs. důstojníky či příslušníky bezpečnostních sborů se členové ČsOL hrdě zapojovali do protinacistického odboje doma i v zahraničí. Na Valašskokloboucku vznikla na počátku okupace odbojová organizace Obrany národa, která měla působit v celém regionu. Potřebnou munici získávala v nedalekých skladech ve Vrběticích. Po likvidaci Obrany národa stanuli čelní představitelé odboje před stanným soudem a odesláni do koncentračního tábora. Mezi odbojáři byl i člen Jednoty ČsOL Val. Klobouky obchodník Ferdinand Rychlovský, ruský legionář. K zatčení došlo v září 1941 a stanný soud v Brně odsoudil legionáře pro rušení veřejného pořádku a bezpečnosti, pro přípravu velezrady a pro rušení nařízení o držení zbraní a výbušnin k předání gestapu a zabavení veškerého majetku. Ferdinand Rychlovský byl popraven 18. prosince 1941 v koncentračním táboře Mauthausen. Další osobností zažívající kruté německé represe byl předseda místní jednoty František Fojtík. Do odbojové činnosti se zapojil hned na začátku okupace. K jeho zatčení došlo 28. října 1939. Nejvyšší lidový soud v Berlíně odsoudil Fojtíka v květnu 1940 na dva a půl roku za velezradu. Bývalý předseda prošel několika těžkými káznicemi i tábory a byl mu zabaven veškerý majetek. Po propuštění 28. srpna 1942 se Fojtík vrátil domů s podlomeným zdravím a neustálým dohledem gestapa.

### Léta 1945–1948

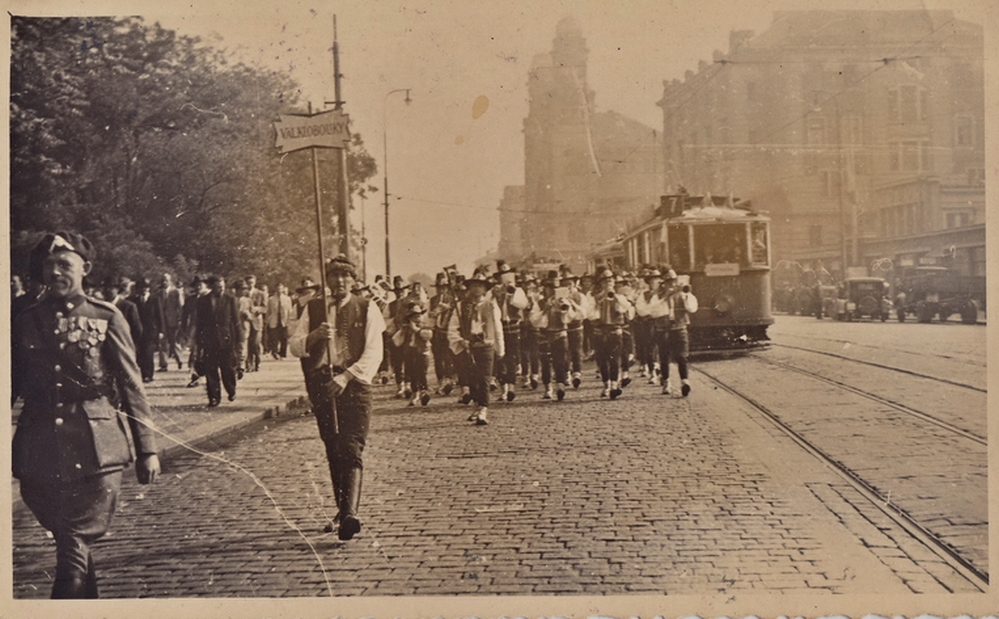
IV. manifestační sjezd legionářů v Praze v r. 1947. V popředí jde předseda jednoty František Fojtík a za ním dechová hudba z Valašských Klobouk pod vedením Cyrila Bureše.

Po osvobození Československa a konci 2. světové války došlo k obnově Československé obce legionářské. Po celé republice se začaly obnovovat jednoty a stejně tomu tak bylo i ve Valašských Kloboukách. Oproti prvorepublikovému členství, kdy mohli do jednot ČsOL vstupovat pouze legionáři, nové poměry už tak přísné nebyly. Prořídlé řady legionářů posílili dobrovolníci z bojů na Slovensku, italští domobranci, příslušníci Slovácké brigády a především vdovy po legionářích. Obnova Jednoty ČsOL Valašské Klobouky se uskutečnila již pár měsíců po válce. K podobným pokusům se odhodlaly i jednoty v Brumově a Slavičíně, ale počátky jejich ustanovení provázely byrokratické problémy. Ustavující schůze Valašskokloboucké jednoty se konala 9. září 1945 v spolkové místnosti u Fojtíků. Přítomných 32 bratrů uvedlo místní jednotu v život a zvolilo si své vedení. Předsedou byl opět zvolen František Fojtík, místopředsedou Karel Janigáč ze Střelné, Josef Barták jako jednatel, František Havelka jako pokladník a knihovník a Alois Baránek jako sociální referent. Činnost jednoty se orientovala na vzpomínkové a pietní akce obětí obou světových válek. Po letech nesvobody se legionáři mohli setkat v uniformách a připomínat např. výročí narozenin prezidenta Masaryka či vznik Československé republiky. Od roku 1946 se členové jednoty připravovali na nadcházející manifestační sjezd, který se konal následujícího roku v Praze. Bratři si objednali látky a doplňky na nové stejnokroje, ale přes hospodářské obtíže dodány nebyly. Pražskému sjezdu předcházel župní sjezd v Uherském Hradišti, kterého se účastnilo na pět bratrů. Na IV. manifestační sjezd do Prahy se vypravila Valašskokloboucká jednota v silném zastoupení členů i s jejich rodinami. Legionáři hrdě pochodovali Prahou za hudebního doprovodu dechové hudby Cyrila Bureše z Valašských Klobouk. Sjezd ve svém usnesení stanovil, že do ČsOL mohou vstoupit také příslušníci československé zahraniční armády ze všech front druhé světové války. Radost ze svobodné republiky však netrvala dlouho. Únorové události roku 1948 předznamenaly nástup nové totality, která legionářům opět nepřála. ČsOL byla následně začleněna bez souhlasu členstva do jednotného Svazu bojovníků za svobodu, později přejmenovaného na Svaz protifašistických bojovníků.